# Rob Kelly
Rob Kelly, all'anagrafe Robert Anthony Kelly (Birmingham, 21 dicembre 1964) è un allenatore di calcio ed ex calciatore inglese, di ruolo centrocampista.

## Carriera

### Giocatore
Ha esordito tra i professionisti nella stagione 1983-1984, nella quale ha giocato una partita nella prima divisione inglese. Nella stagione successiva gioca invece in prestito (5 presenze e 2 reti) al Tranmere in quarta divisione; fa quindi ritorno alle Foxes, con cui gioca ulteriori 9 partite di campionato nella stagione 1985-1986; nella stagione 1986-1987 gioca invece ulteriori 14 partite in prima divisione, segnando anche la sua unica rete in carriera in tale categoria in complessive 24 presenze. Dal 1987 (compresa anche la parte finale della stagione 1986-1987) al 1989 gioca invece al Wolverhampton: con i Wolves pur senza trovare grande continuità di impiego (totalizza infatti solamente 16 presenze e 2 reti in incontri di campionato in due stagioni e mezzo) conquista tre titoli nazionali, vincendo la quarta divisione inglese ed il Football League Trophy nella stagione 1988-1989 ed il campionato di terza divisione nella stagione successiva. Nella stagione 1989-1990 gioca invece con i semiprofessionisti del Burton Albion.
In carriera ha totalizzato complessivamente 45 presenze e 5 reti nei campionati della Football League.

### Allenatore
Nel 1990, dopo essersi ritirato, torna al Wolverhampton per allenare nelle giovanili del club; in seguito, dopo aver lavorato in vari club come vice o come allenatore delle giovanili, nel 2005 torna al Leicester City con il ruolo di vice allenatore di Craig Levein: il 25 gennaio 2006, all'esonero di quest'ultimo, lo sostituisce in panchina, concludendo il campionato di seconda divisione con la conquista della salvezza. L'11 aprile 2007, dopo complessive 21 vittorie, 19 pareggi e 23 sconfitte in 63 partite ufficiali alla guida del club, viene esonerato e sostituito in panchina da Nigel Worthington.
Il 25 maggio 2007 viene ingaggiato per la stagione 2007-2008 come vice allenatore del Preston N.E., altro club di seconda divisione; mantiene tale incarico fino al 2009, con anche due brevi periodi come allenatore ad interim (dal 13 al 20 novembre 2007 e dal 29 dicembre 2009 al 6 gennaio 2010, data in cui lascia definitivamente i Lilywhites, con i quali di fatto anche nell'arco dei due incarichi ad interim ha allenato la prima squadra in solamente una partita ufficiale). Nella stagione 2010-2011 lavora invece come vice allenatore allo Sheffield Weds, sempre in seconda divisione, categoria in cui è vice anche del Nottingham Forest dal 2011 al 2013: durante la sua permanenza in quest'ultimo club è a più riprese nominato allenatore ad interim (tre volte in altrettanti anni), senza comunque di fatto mai sedere in panchina in incontri ufficiali.
Nella stagione 2014-2015 lavora come vice allenatore del West Bromwich in prima divisione, mentre nella stagione successiva è vice del Leeds Utd in seconda divisione; dal 2016 al 2018 ricopre invece il medesimo ruolo in terza divisione al Fleetwood Town. Dal luglio al dicembre del 2018 è invece vice del Bury, in quarta divisione, per poi lavorare con tale incarico al Malmö FF nella prima divisione svedese, al Fortuna Düsseldorf nella seconda divisione tedesca ed al Barrow nella quarta divisione inglese. Con quest'ultimo club ha anche una breve parentesi da allenatore ad interim (una vittoria ed una sconfitta in 2 partite ufficiali allenate tra il 14 ed il 23 dicembre 2020), ed infine anche un periodo di circa quattro mesi (dal 22 febbraio al 28 maggio 2021) come allenatore vero e proprio del club, con cui conquista 8 vittorie, 3 pareggi e 8 sconfitte in 19 partite ufficiali allenate, conquistando così la salvezza nel campionato di quarta divisione. Nella stagione 2021-2022 lavora poi come vice al Wigan, club di terza divisione.

## Palmarès

### Giocatore

#### Competizioni nazionali
- Third Division: 1

Wolverhampton: 1988-1989
- Campionato inglese di quarta divisione: 1

Wolverhampton: 1987-1988
- Football League Trophy: 1

Wolverhampton: 1987-1988